# Gianluca Grigoletto
Gianluca Grigoletto (* 24. Juli 1974 in Rovereto) ist ein italienischer Skirennläufer, der seit 2003 Carving-Rennen fährt. Im Skiweltcup fuhr Grigoletto nur einmal in die Punkteränge, im Carving Cup hingegen feierte er zahlreiche Siege und gewann bisher dreimal die Gesamtwertung.

## Biografie
Gianluca Grigoletto nahm von Dezember 1995 bis Januar 1998 an 15 Rennen im Alpinen Skiweltcup teil. Er startete fast ausschließlich im Slalom und einmal auch im Riesenslalom. In den zweiten Durchgang der besten 30 schaffte er es allerdings nur einmal im Slalom von Kitzbühel am 14. Januar 1996. In diesem Rennen gewann er mit Platz 20 auch seine einzigen Weltcuppunkte. 1996 wurde er Italienischer Meister im Riesenslalom und 1998 im Slalom. Bis 2001 nahm er noch an Europacuprennen und weitere zwei Jahre an FIS-Rennen teil. 
Danach wechselte Grigoletto zum Carving. Im FIS Carving Cup gewann er zahlreiche Rennen und wurde 2005, 2006 und 2007 Gesamtsieger, während er 2004, 2008 und 2009 den zweiten Gesamtrang erreichte. Die Saison 2010 beendete er auf dem dritten und die Saison 2011 auf dem fünften Gesamtrang. 2008 und 2010  wurde Grigoletto Italienischer Carving-Meister.

## Sportliche Erfolge

### Weltcup
- Eine Platzierung unter den besten 20

### Europacup
- Ein Podestplatz

### Carving Cup
- Gesamtsieg in den Saisonen 2004/05, 2005/06 und 2006/07
- 2. Gesamtrang in den Saisonen 2003/04, 2007/08 und 2008/09
- 3. Gesamtrang in der Saison 2009/10

### Italienische Meisterschaften
- Italienischer Meister im Riesenslalom 1996 und im Slalom 1998
- Italienischer Meister im Carving 2008 und 2010